# Bälow
Bälow ist ein bewohnter Gemeindeteil von Rühstädt im Landkreis Prignitz in Brandenburg.

## Geografie
Der Ort liegt zwei Kilometer nordnordwestlich von Rühstädt. Die Nachbarorte sind Lanken im Nordosten, Ronien im Südosten, Rühstädt im Süden, Schüring, Oberkamps und Unterkamps im Südwesten, Scharpenlohe und Uhlenkrug im Westen sowie Sandkrug und Klein Lüben im Nordwesten.

## Geschichte
Die erste schriftliche Erwähnung des Ortes stammt aus dem Jahr 1318.

## Sehenswürdigkeiten

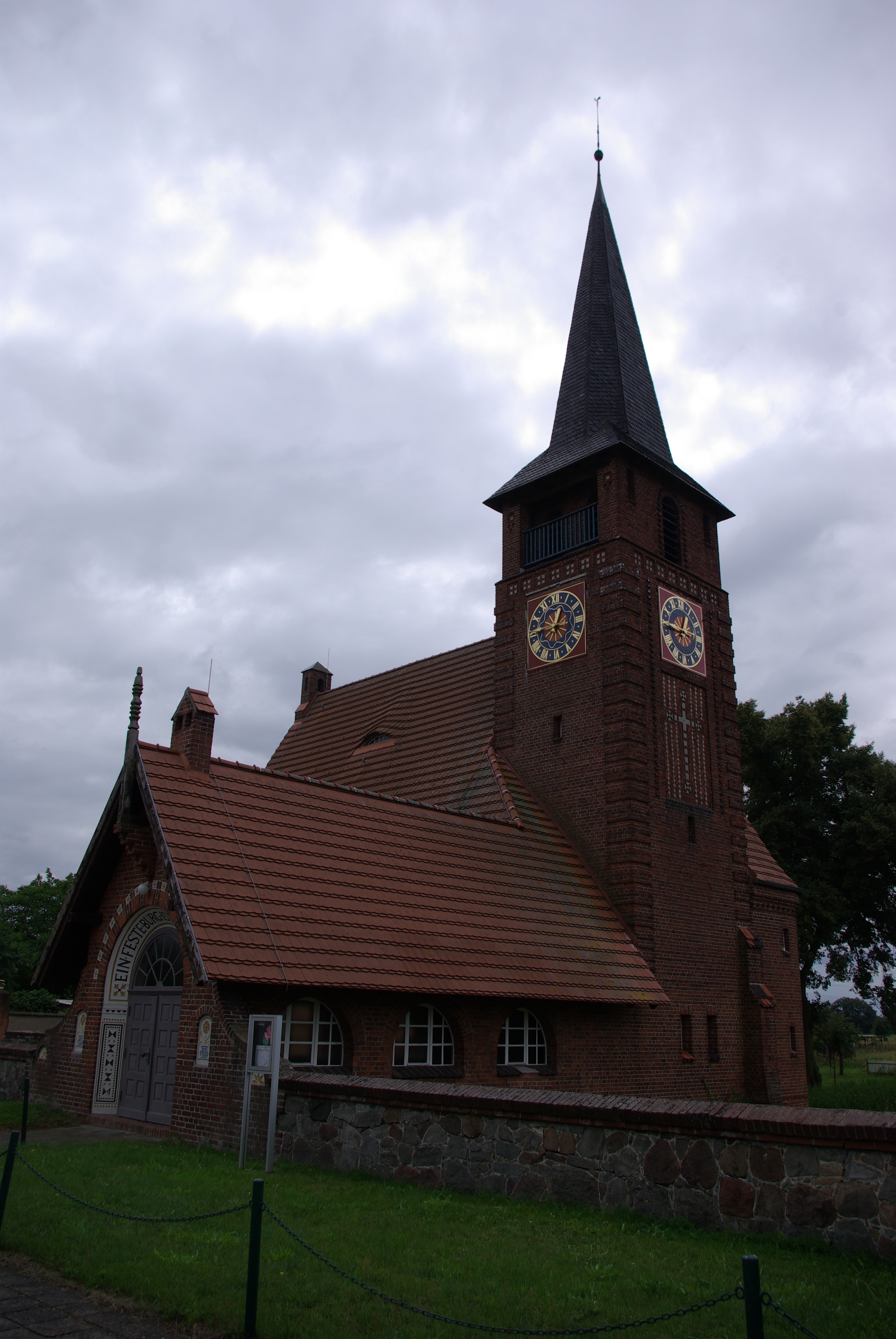
Kirche

Dorfkirche, erbaut 1914/15.